# (17389) 1981 EN30
A (17389) 1981 EN30 a Naprendszer kisbolygóövében található aszteroida. Schelte J. Bus fedezte fel 1981. március 2-án.